# John Machin
John Machin (n. 1686? - d. 9 iunie 1751) a fost un profesor de astronomie la Gresham College din Londra, cunoscut mai ales pentru descoperirea, în 1706, a unei serii rapid convergente având ca limită numărul pi și cu care a calculat acest număr cu 100 de zecimale.
Machin a pornit de la egalitatea
{\displaystyle {\frac {\pi }{4}}=4\cot ^{-1}5-\cot ^{-1}239\!\,} (formula lui Machin)
apoi a utilizat descompunerea în serie Taylor a funcției arctangentă.
Astfel, Machin obține o serie mai rapid convergentă decât cea din formula lui Leibniz.